# Paul Murphy
Paul Murphy es un deportista estadounidense que compitió en vela en la clase Soling. Ganó una medalla de plata en el Campeonato Mundial de Soling de 1988 y una medalla de oro en el Campeonato Europeo de Soling de 1991.

## Palmarés internacional
| \| Campeonato Mundial \| Campeonato Mundial \| Campeonato Mundial \| Campeonato Mundial \| \| Año \| Lugar \| Medalla \| Clase \| \| ----------------------- \| --------------------- \| ------------------ \| ------------------ \| \| 1988 \| Melbourne (Australia) \| Medalla de plata \| Soling \| \| Campeonato Europeo[n 1] \| \| \| \| \| Año \| Lugar \| Medalla \| Clase \| \| 1991 \| Pornichet (Francia) \| Medalla de oro \| Soling \| |                       |                  |        |
| Campeonato Mundial |                       |                  |        |
| Año | Lugar                 | Medalla          | Clase  |
| 1988 | Melbourne (Australia) | Medalla de plata | Soling |
| Campeonato Europeo |                       |                  |        |
| Año | Lugar                 | Medalla          | Clase  |
| 1991 | Pornichet (Francia)   | Medalla de oro   | Soling |

1. ↑  En algunas ediciones del Campeonato Europeo se permitió la participación de regatistas de otros continentes.